# Oļegs Blagonadeždins
Oļegs Blagonadeždins, född 16 maj 1973 i Donetsk i dåvarande Sovjetunionen, är en lettisk före detta fotbollsspelare. Han spelade 70 landskamper för Lettland och medverkade i EM i Portugal 2004.

## Spelarkarriär

### Klubblagskarriär
Blagonadeždins spelade först för FK Pārdaugava tillsammans med en generation lettiska spelare, däribland Vitālijs Astafjevs, som skulle komma att bli stommen i det lettiska landslaget det kommande decenniet.
Han anslöt 1992 till nybildade Skonto Riga och deltog i den första säsongen av Virslīga som spelades efter Lettlands självständighet från Sovjetunionen. Blagonadeždins skulle komma att spela för Skonto större delen av sin karriär.

### Landslagskarriär
Under 1992 debuterade han för det lettiska landslaget, i lagets första match efter självständigheten.
Sammanlagt spelade Blagonadeždins 70 landskamper på tretton år med landslaget. Han startade samtliga gruppspelsmatcher då Lettland mästerskapsdebuterade i fotbolls-EM 2004. Den 1 december samma år gjorde han sin sista landslagsmatch, mot Oman.
| Datum            | Plats                | Motståndare | Mål | Slutresultat | Tävling                              |
| ---------------- | -------------------- | ----------- | --- | ------------ | ------------------------------------ |
| 17 februari 1997 | Anagennisi, Deryneia | Polen       | 0–1 | 2–3          | Cyprus International Tournament 1997 |
| 5 juli 2001      | Skontostadion, Riga  | Litauen     | 3–1 | 4–1          | Baltiska cupen 2001                  |

## Meriter

### Med klubblag
- Virslīga (13): 1992, 1993, 1994, 1995, 1996, 1997, 1998, 1999, 2000, 2001, 2002, 2003, 2004
- Lettiska cupen (6): 1992, 1995, 1997, 1998, 2001, 2002

### Med landslag
- Baltiska cupen (3): 1993, 2001, 2003